# هانگول
هانگول (به کره‌ای جنوبی: 한글) یا چوسونگول (به کره‌ای شمالی: 조선글) خط بومی و مدرن زبان کره‌ای و الفبای رسمی کره شمالی و کره جنوبی است که مجزا از نویسه‌های لوگوگرافیک هانجا می‌باشد.
هانگول یک خط آوایی است که به سبک هجایی (متشکل از قطعات هجا) نوشته می‌شود. هر قطعه متشکل از حداقل دو و حداکثر چهار حرف از ۲۴ حروفِ پایه‌ی هانگول، ۱۴ صامت (همخوان) و ۱۰ مصوت (واکه) است. ۲۷ حرف مرکب که حاصل ترکیب حروف پایه هستند هم وجود دارد: پنج حرف مُشَدَّد، یازده هم‌خوان مرکب و یازده واکه‌ی مرکب. این قطعات هجایی را می‌توان افقی از راست به چپ همچنین عمودی از بالا به پائین در ستون‌های از راست به چپ نوشت.
اشکال حروف در این خط، دلخواه و تصادفی نیستند و سعی شده که هر کدام از حروف نمایان‌گر ویژگی‌های زبان‌شناختی و آواشناختیِ واجها باشد.
این خط را شاه سجونگ بزرگ، چهارمین پادشاه سلسله چوسان ابداع کرد و در سال ۱۴۴۳ منتشر کرد. این کار در راستای ابداع خطی آسان‌تر از هانجای چینی جهت افزایش توانایی طبقات پایین‌تر در سوادآموزی انجام شد.
این خط در برخی مناطق چین مانند ولایت خودمختار یانبیان کره‌ای، شهرستان خودمختار چانگ‌بای کره‌ای و جی‌لین نیز رسمیت دارد. همچنین گویشورانِ زبانِ چیاچیا در اندونزی نیز استفاده‌ی محدودی از این خط دارند.

## تاریخچه
تا حدود سال ۱۴۴۳ میلادی زبان کره‌ای با سیستم نگارش چینی که آن را در کره‌ای هانجا (한자/漢字)، معادل هَنزی یا خَنزی در چینی و کانجی در ژاپنی می‌نامند، نوشته می‌شد. امّا از آن سال سیستم نگارشی جدیدی به نام هانگول (한글) که مبتنی بر روش الفبائی است به وسیله شاه سِه جُونگ اختراع شد و اکنون این زبان با این نوع الفباء نوشته می‌شود. البته هنوز هم از علائم چینی یا همان هانجاها به صورت تشریفاتی یا در جهت اهداف تحقیقاتی (تاریخی و ادبیات) استفاده می‌شود.
اهمیت و شاید حتّی بشود گُفت قداست این خط (هانگول) در بین مردم کره به حدی است که در هر دو کره روزی که خط هانگول اختراع شد به نام روز هانگول (در کره جنوبی به نام 한글날 و در روز ۹ اکتبر و در کره شمالی به نام조선글날/朝鮮글날 و در روز ۱۵ ژانویه) تعطیل رسمی است و بدین منظور جشنواره‌های متعددی به خصوص در کره جنوبی برگزار می‌شود.

## نگارخانه

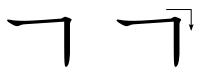
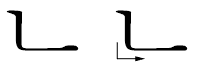
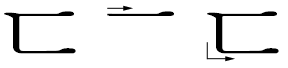
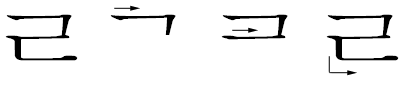
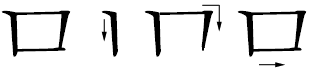
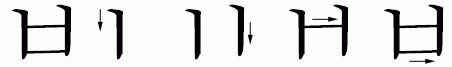
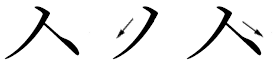
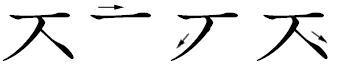
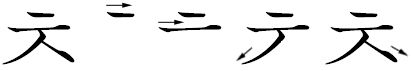
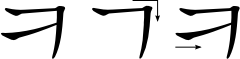
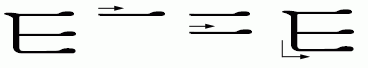
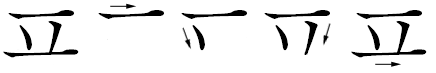
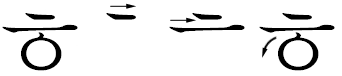
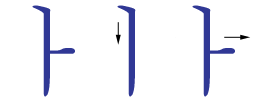
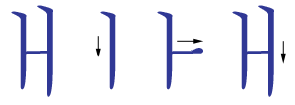
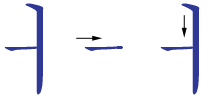
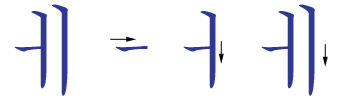
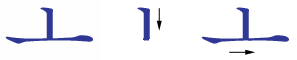
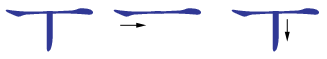
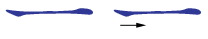

## الفبا

### حروف صدادار
| نام | شکل | یادداشت                 |
| --- | --- | ----------------------- |
| اَ   | ㅏ  | صدای اَ می‌دهد            |
| یَ   | ㅑ  | صدای یَ می‌دهد            |
| آ   | ㅓ  | صدای آ می‌دهد            |
| یا  | ㅕ  | صدای یا می‌دهد           |
| اُ   | ㅗ  | صدای اُ می‌دهد            |
| یُ   | ㅛ  | صدای یُ می‌دهد            |
| او  | ㅜ  | صدای او می‌دهد           |
| یو  | ㅠ  | صدای یو می‌دهد           |
| اِو  | ㅡ  | صدایی بین او و ای می‌دهد |
| ای  | ㅣ  | صدای ای می‌دهد           |

### حروف بی‌صدا
| نام   | شکل | یادداشت                                            |
| ----- | --- | -------------------------------------------------- |
| کیاگ  | ㄱ  | صدای ک / گ می‌دهد                                   |
| نیئون | ㄴ  | صدای ن می‌دهد                                       |
| تیگود | ㄷ  | صدای ت / د می‌دهد                                   |
| ریول  | ㄹ  | صدای ر / ل می‌دهد                                   |
| میوم  | ㅁ  | صدای م می‌دهد                                       |
| پیوب  | ㅂ  | صدای ب / پ می‌دهد                                   |
| شیُد   | ㅅ  | صدای س / ش می‌دهد                                   |
| ایونگ | ㅇ  | در اول کلمه صدایی ندارد، در آخر کلمه صدای نگ می‌دهد |
| جیود  | ㅈ  | صدای چ / ج می‌دهد                                   |
| چیود  | ㅊ  | صدای چّ می‌دهد                                       |
| کیوگ  | ㅋ  | صدای کّ می‌دهد                                       |
| تیود  | ㅌ  | صدای تّ می‌دهد                                       |
| پیوب  | ㅍ  | صدای پّ می‌دهد                                       |
| هیود  | ㅎ  | صدای ه می‌دهد                                       |

## کتاب‌نامه
- Chang, Suk-jin (1996). "Scripts and Sounds". Korean. Philadelphia: John Benjamins Publishing Company. ISBN 978-1-55619-728-4. (Volume 4 of the London Oriental and African Language Library).
- "Hangeul Matchumbeop". The Ministry of Education of South Korea. 1988.
- Hannas, W[illia]m C. (1997). Asia's Orthographic Dilemma. University of Hawaiʻi Press. ISBN 978-0-8248-1892-0.
- Kim-Renaud, Young-Key, ed. (1997). The Korean Alphabet: Its History and Structure. University of Hawaiʻi Press. ISBN 978-0-8248-1723-7.
- Lee, Iksop; Ramsey, Samuel Robert (2000). The Korean Language. SUNY Press. ISBN 978-0-7914-9130-0.
- McCune, G[eorge] M.; Reischauer, E[dwin] O. (1939). "The Romanization of the Korean Language: Based upon Its Phonetic Structure" (PDF). Transactions of the Korea Branch of the Royal Asiatic Society. XXIX: 1–55. Archived from the original (PDF) on 2015-07-12. Retrieved 2015-08-12.
- Sampson, Geoffrey (1990). Writing Systems. Stanford University Press. ISBN 978-0-8047-1756-4.
- Silva, David J. (2002). "Western attitudes toward the Korean language: An Overview of Late Nineteenth and Early Twentieth-Century Mission Literature" (PDF). Korean Studies. 26 (2): 270–286. doi:10.1353/ks.2004.0013. hdl:10106/11257. S2CID 55677193.
- Sohn, Ho-Min (2001). The Korean Language. Cambridge Language Surveys. Cambridge University Press. ISBN 978-0-521-36943-5.
- Song, Jae Jung (2005). The Korean Language: Structure, Use and Context. Routledge. ISBN 978-0-203-39082-5.
- Taylor, Insup (1980). "The Korean writing system: An alphabet? A syllabary? A logography?".  In Kolers, P.A.; Wrolstad, M. E.; Bouma, Herman (eds.). Processing of Visual Language. Vol. 2. New York: Plenum Press. pp. 67–82. doi:10.1007/978-1-4684-1068-6_5. ISBN 978-0306405761. OCLC 7099393.

### پاورقی‌ها
1. ↑  ㄱ ㄴ ㄷ ㄹ ㅁ ㅂ ㅅ ㅇ ㅈ ㅊ ㅋ ㅌ ㅍ ㅎ
2. ↑  ㅏ ㅑ ㅓ ㅕ ㅗ ㅛ ㅜ ㅠ ㅡ ㅣ
3. ↑  ㄲ ㄸ ㅃ ㅆ ㅉ
4. ↑  ㄳ ㄵ ㄶ ㄺ ㄻ ㄼ ㄽ ㄾ ㄿ ㅀ ㅄ
5. ↑  ㅐ ㅒ ㅔ ㅖ ㅘ ㅙ ㅚ ㅝ ㅞ ㅟ ㅢ